# Alwin Knapp
Alwin Knapp (* 26. Oktober 1918 in Dauborn; † 8. April 1995 in Greifswald) war ein deutscher Dermatologe und Humangenetiker in Greifswald.

## Leben
Vor seiner Zeit an der Universität Greifswald war Knapp zunächst an der Hautklinik der Universität Leipzig tätig. Danach leitete er am Zentralinstitut für Ernährung der DDR in Potsdam die Abteilung für Eiweiß und Aminosäuren und forschte dort an der Erbkrankheit Phenylketonurie. Er kam 1962 nach Greifswald und wurde Direktor der Hautklinik. Ab 1964 leitete er auch die Forschungsstelle für Medizinische Ernährungslehre. Im Jahre 1978 wurde Alwin Knapp Direktor des im gleichen Jahr gegründeten Instituts für Medizinische Genetik. Die Universität hatte sich in dieser Zeit bereits zu einem Zentrum für genetisch bedingte Stoffwechseldefekte entwickelt. Zuvor waren bereits Lehrveranstaltungen zur klinischen Genetik eingeführt worden. Falko Hermann trat 1984 die Nachfolge von Knapp als Direktor an. Knapp war Mitglied der Greifswalder Burschenschaft Rugia.
In Potsdam entwickelte Knapp ein phenylalaninarmes Eiweißhydrolysat, mit dem erste Teilerfolge in der Behandlung der Phenylketonurie erzielt wurden. Die Einführung der Reihenuntersuchung (Screening) auf die Erbkrankheit Phenylketonurie im Jahre 1969/70 in der damaligen DDR geht auf Alwin Knapp zurück. Darüber hinaus entstand auf seine Initiative auch ein ständiges internationales Forum der Stoffwechselspezialisten innerhalb des Ostblocks.

## Ehrungen
Für den Aufbau des Systems zur Erfassung und Betreuung der Phenylketonurie in der DDR erhielten Alwin Knapp, Herbert Theile, Klaus Schlenzka, Gerd Machill, Günther Cobet und ein Mitarbeiter des Volkseigenen Betriebs Berlin-Chemie 1974 im Kollektiv den Nationalpreis der DDR II. Klasse.